# Yamaha XJR

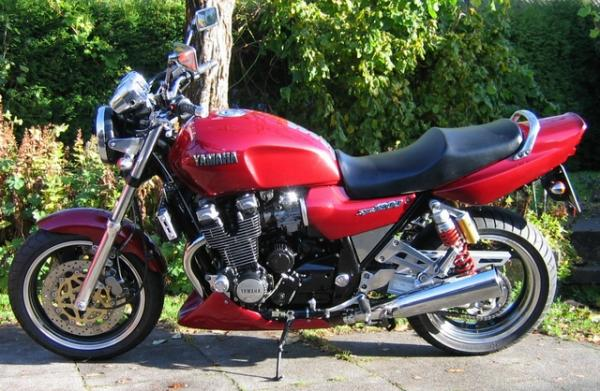
XJR 1200 (4PU) Modelljahr 1995

Die Yamaha XJR ist ein Motorradmodell des japanischen Motorradherstellers Yamaha und seit 1995 auf dem Markt. Es gibt die XJR als 1200er 4PU und seit 1999 als 1300er RP02. In Japan ist die XJR auch als 400er erhältlich.

## Modellpflege
Bei der seit 1999 gebauten XJR 1300 (RP02) änderten sich die Reifengrößen auf 120/180, sie hatte andere Bremsen vorn (YZF-R1 Bremse) und ein anderes Heck. Die Kupplungsfedern wurden gegenüber der XJR 1200 verstärkt.
Als 2002 die XJR 1300 (RP06) auf den Markt kam, waren der Tank und die Sitzbank schmaler geworden, auch hatte sich die Bremse hinten geändert, und es gab Sekundärlufteinblasung. 2004 gab es dann die XJR 1300 (RP10), bei der sich bis auf leichtere Felgen, mit geraden Speichen (wodurch diese XJR handlicher wurde), einen elektronischen Tachometer, mit integrierter Zeituhr, größere Auspuffschalldämpfer mit U-Kat und elektronischer Wegfahrsperre nicht sehr viel änderte. Für das Modelljahr 2007 gab es wieder ein neues Modell (RP19), das mit Einspritzanlage, G-Kat und einem Schalldämpfer (4in1-Anlage) ausgerüstet ist. 2015 gab es die letzte Modellpflege mit kleinerem 14,5l Tank, gekürztem Heck und kleinerem Scheinwerfer. Es gab zwei Versionen: Eine ohne Lenkerverkleidung mit Normallenker und eine mit Lenkerverkleidung, Sitzbankabdeckung und Schutzblech aus Carbon. Diese Variante hieß Racer und hatte Stummellenker. Ende 2016 wurde die Produktion der XJR eingestellt.

## Modellgeschichte
| XJR 1200                  | XJR 1200  |
| Interne Modellbezeichnung | Baujahre  |
| ------------------------- | --------- |
| 4PU                       | 1994–1998 |
| SP                        | 1997–1998 |
| XJR 1300                  |           |
| Interne Modellbezeichnung | Baujahre  |
| RP02                      | 1999–2001 |
| RP06                      | 2002–2003 |
| RP10                      | 2004–2006 |
| RP19                      | 2007–2016 |

Modelle RP02 bis RP10 Vergasertechnik ab 2007 (RP19) Einspritzung

## Technische Daten
|                       | Modell XJR 1300 RP02                                                   | Modell XJR 1300 RP19                                                |
| --------------------- | ---------------------------------------------------------------------- | ------------------------------------------------------------------- |
| Motor                 | Viertaktmotor, luftgekühlter Viertakt-Vierzylinder-Reihenmotor DOHC    | Viertaktmotor, luftgekühlter Viertakt-Vierzylinder-Reihenmotor DOHC |
| Leistung              | 72 kW (98 PS) bei 8000 min−1 bzw. offen >78 kW (106 PS) bei 8000 min−1 | 72 kW (98 PS) bei 8000 min−1                                        |
| Drehmoment            | 92 Nm bei 6250 min−1 bzw. offen >100 Nm bei 6000 min−1                 | 108,4 Nm bei 6000 min−1                                             |
| Hubraum               | 1251 cm³                                                               | 1251 cm³                                                            |
| Verdichtung           | 9,7:1                                                                  | 9,7:1                                                               |
| Bohrung × Hub         | 79 × 63,8 mm                                                           | 79 × 63,8 mm                                                        |
| Gemischaufbereitung   | 4 × Mikuni BS36/4 Vergaser                                             | Einspritzer                                                         |
| Zündung               | Digitale Transistor-Kennfeldzündung                                    |                                                                     |
| Kupplung              | Mehrscheiben-Ölbadkupplung                                             | Mehrscheiben-Ölbadkupplung                                          |
| Getriebe              | 5-Gang                                                                 | 5-Gang                                                              |
| Sekundärantrieb       | Kette                                                                  | Kette                                                               |
| Leergewicht           | 253 kg                                                                 | 245 kg                                                              |
| Rahmenbauart          | Doppelschleifen-Rohrrahmen                                             | Doppelschleifen-Rohrrahmen                                          |
| Federung vorn         | Telegabel                                                              | Öhlins-Telegabel                                                    |
| Federung hinten       | 2 Öhlins-Federbeine                                                    | 2 Öhlins-Federbeine                                                 |
| Bremse vorn           | 2 Scheiben 298 mm Ø                                                    | 2 Scheiben 298 mm Ø                                                 |
| Bremse hinten         | 1 Scheibe 267 mm Ø                                                     | 1 Scheibe 267 mm Ø                                                  |
| Reifen vorn           | 120/70 ZR17 (58W)                                                      | 120/70 ZR17 (58W)                                                   |
| Reifen hinten         | 180/55 ZR17 (73W)                                                      | 180/55 ZR17 (73W)                                                   |
| Höchstgeschwindigkeit | 212 km/h                                                               | 213 km/h                                                            |
| Verbrauch             | 7,1 l Super auf 100 km                                                 |                                                                     |
| Beschleunigung        | 0–100 in 3,6 Sek.,                                                     |                                                                     |

Alle Modelle können mit E10 betrieben werden.

## Bildergalerie

diverse Ansichten der Yamaha XJR
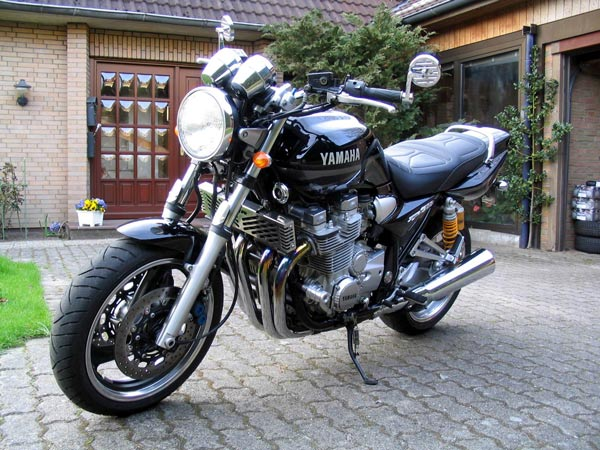
XJR 1300 (RP06)
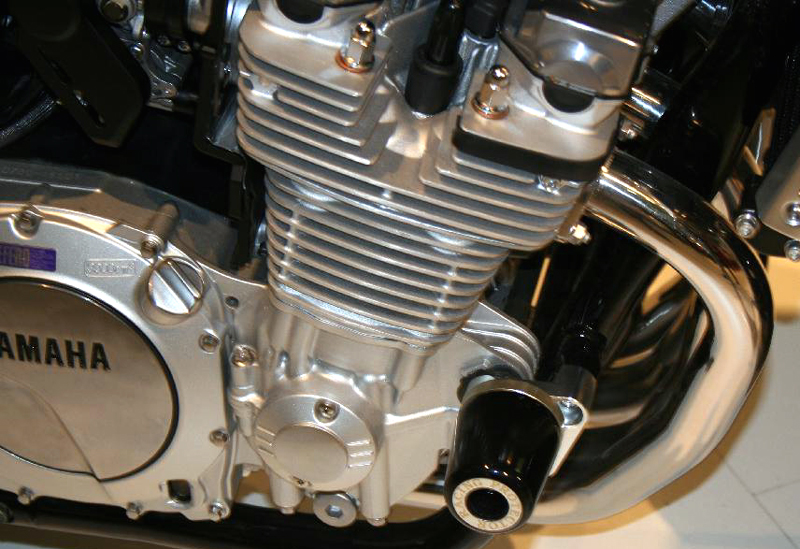
Motor einer XJR 1300
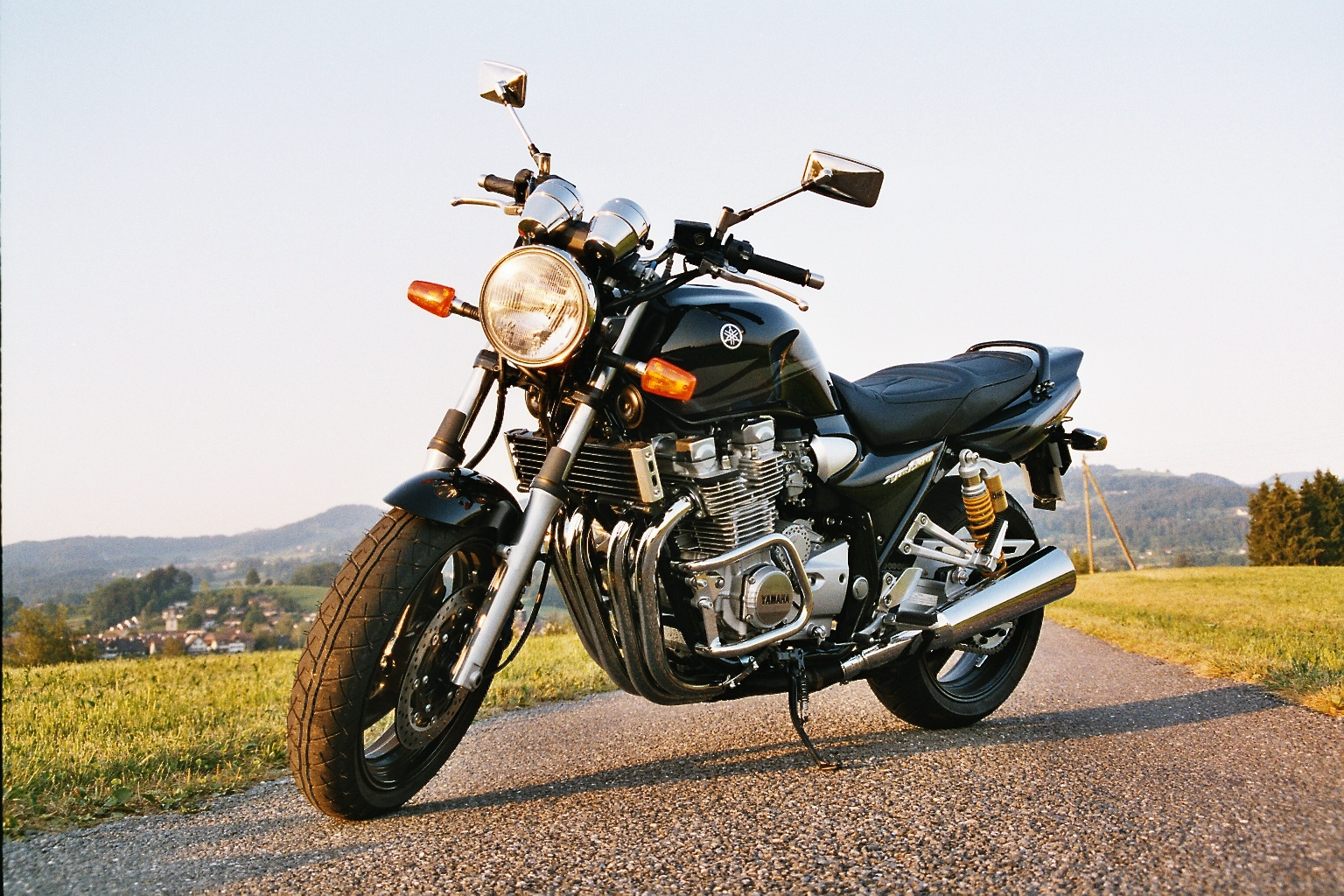
Die XJR 1300 in unveränderter Form
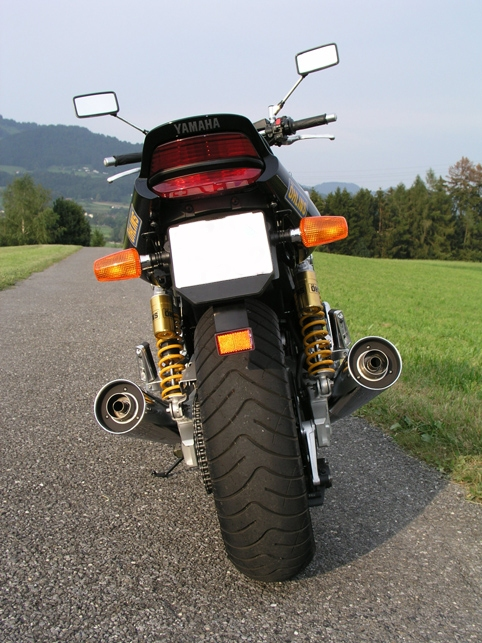
Sportliche Rückansicht der XJR1300
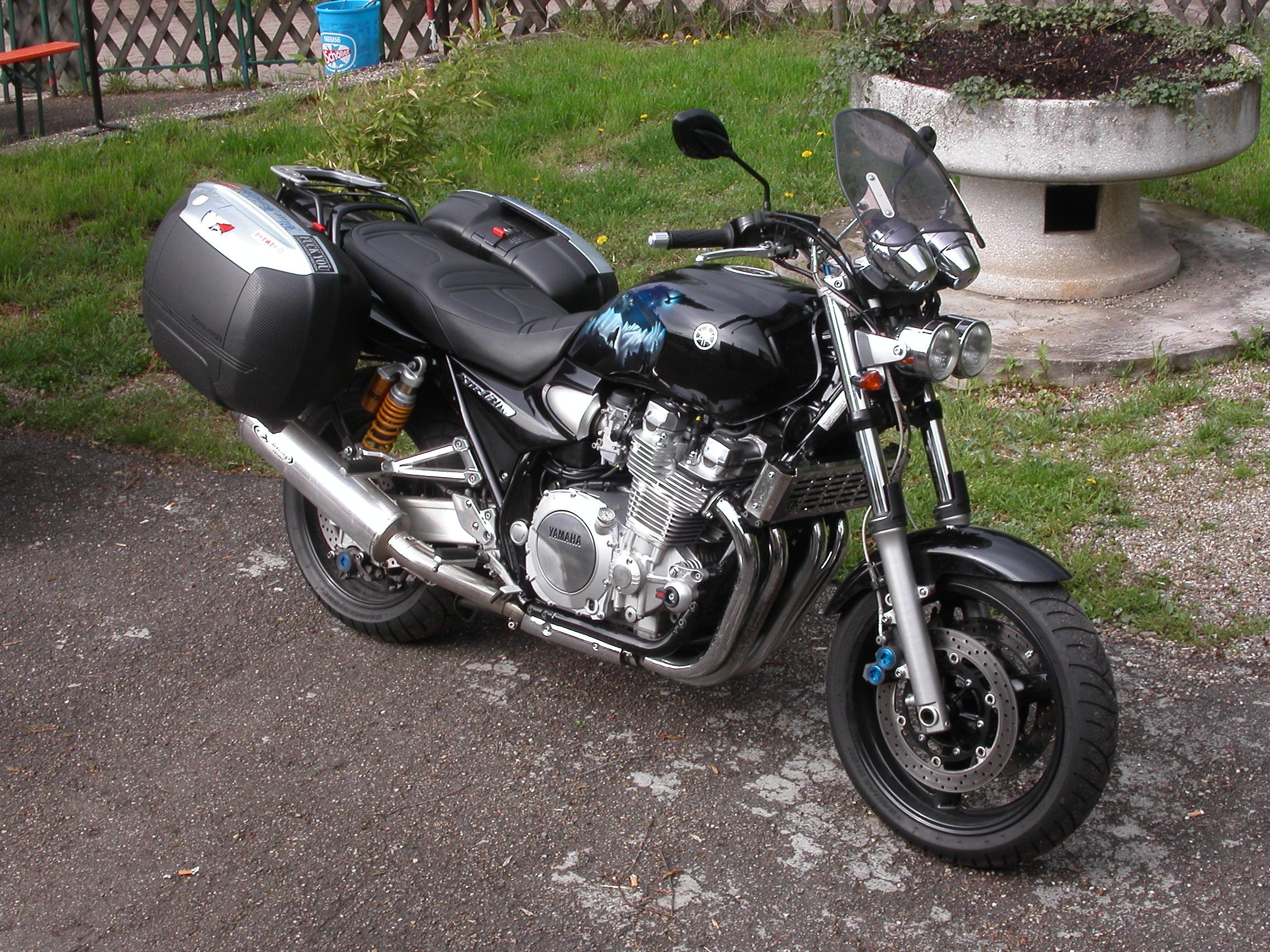
XJR 1300, RP 10, Umbau
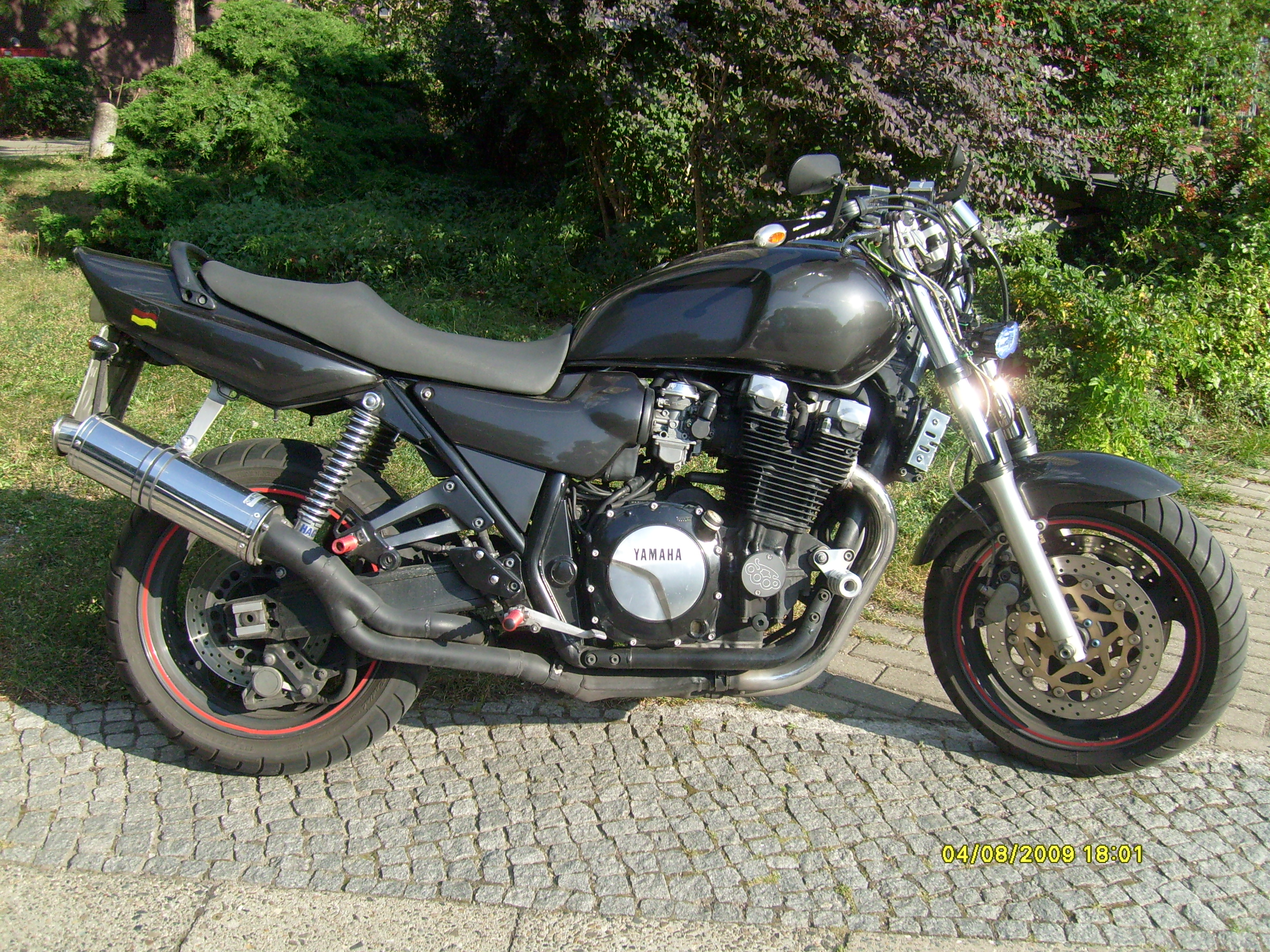
XJR1200 umgebaut
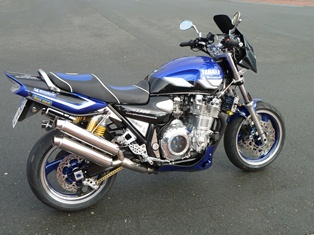
XJR 1300 RP02 mit 4 in 4 MAB Anlage
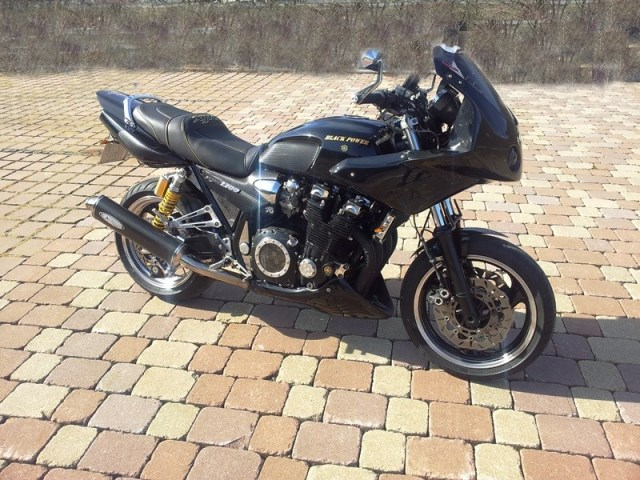
Yamaha XJR 1300 RP02, Bj. 2001 mit 150.000 km nach Umbau der neben gezeigten mit MAB-Anlage
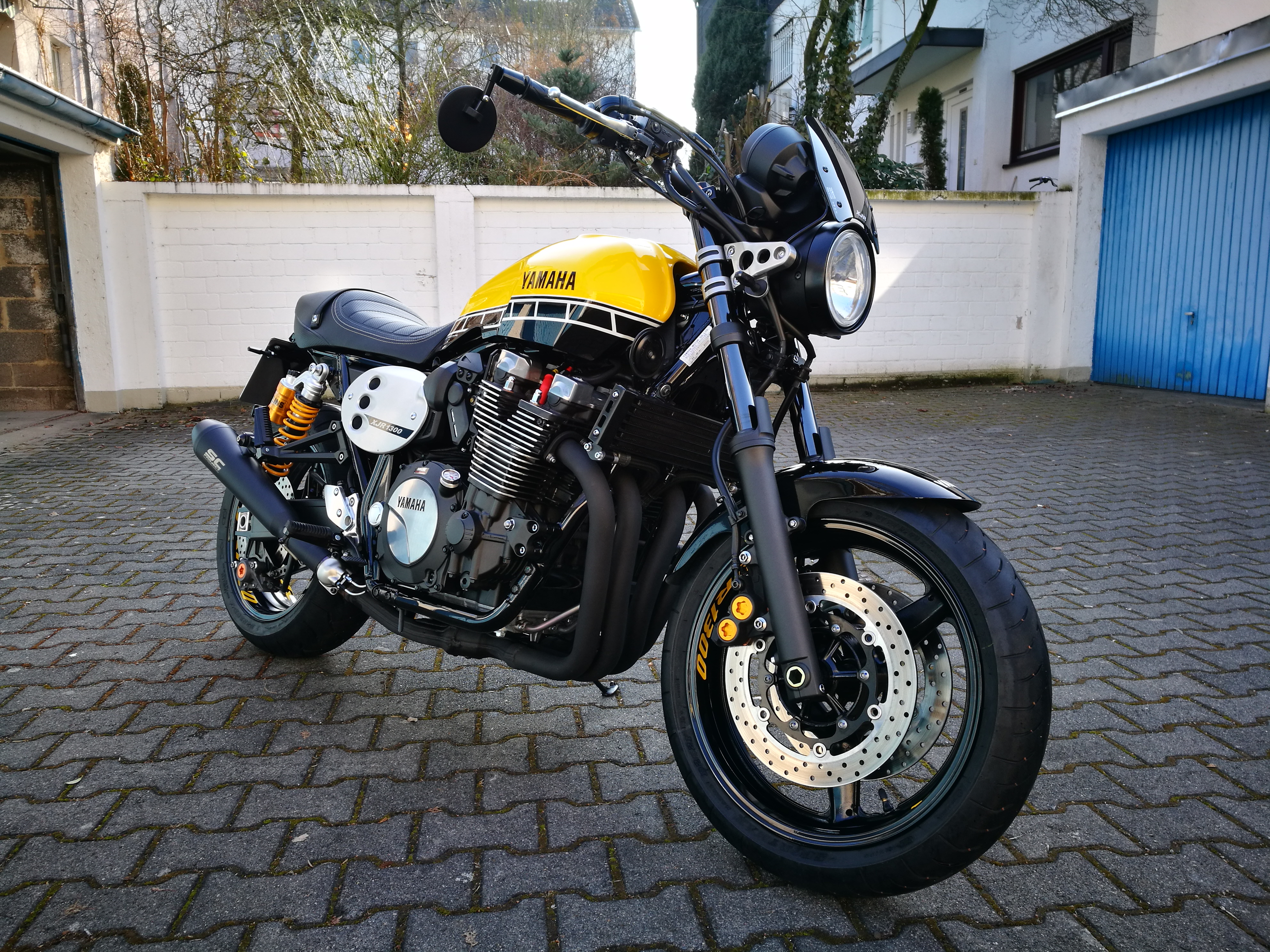
Yamaha XJR 1300 RP19. Typischer Umbau der letzten Serie aus dem Jahr 2016